# Gornji Muć
Gornji Muć – wieś w Chorwacji, w żupanii splicko-dalmatyńskiej, w gminie Muć. W 2011 roku liczyła 530 mieszkańców.